# Piotr Solakow
Piotr Wasiljewicz Solakow (ros. Пётр Васильевич Соляко́в, ur. 1891 w Wytierdze, zm. 1962) w Leningradzie – radziecki działacz państwowy i partyjny.

## Życiorys
W latach 1916–1918 służył w rosyjskiej armii, został sekretarzem powiatu wytiegorskiego (w guberni ołonieckiej, od sierpnia 1918 należał do RKP(b), 1918-1926 służył w Armii Czerwonej. W latach 1926–1936 był urzędnikiem w Leningradzie i obwodzie leningradzkim, 1936-1937 przewodniczącym komitetu wykonawczego dzierżyńskiej rady rejonowej w Leningradzie, a od października 1937 do 8 lipca 1940 przewodniczącym Rady Komisarzy Ludowych Karelskiej ASRR. Od 27 lipca 1940 do 29 stycznia 1947 był III sekretarzem KC Komunistycznej Partii (bolszewików) Karelo-Fińskiej SRR, następnie zarządcą trustu "Jużkarelles", a później wiceministrem gospodarki leśnej Karelskiej ASRR.